# Wenn das Herz in Haß erglüht
Wenn das Herz in Haß erglüht ist ein deutsches Stummfilmmelodram aus dem Jahre 1917 mit Pola Negri.

## Handlung
Lydia Bebé arbeitet im Zirkus als Dompteuse. Sie ist sehr eifersüchtig auf die Schlangentänzerin Ilka Vörösz, die sie ausgiebig verabscheut. Baron Ilfingen, der ein Auge auf Ilka geworfen hat, verschafft der jungen Frau ein Engagement im Etablissement Palmengarten. Zirkusdirektor Hopkins ist über ihren Weggang ganz und gar nicht erbaut und versucht Ilka zur Rückkehr zu bewegen. Vergebens. Doch er lässt nicht locker und intrigiert gemeinsam mit einem gewissen Graf von Hohenau, einem Freund des Barons, der wiederum einst von Ilka abgewiesen wurde, um Baron Ilfingen zu desavouieren.
Hohenau und Hopkins setzen Ilfingen dem Verdacht aus, ein Falschspieler zu sein, um ihn von Ilka wegzubringen. Doch der Schwindel fliegt dank Lydia und Ilka auf. Die beiden Männer werden wegen ihrer Untat verhaftet. Lydia startet daraufhin einen erneuten Versuch, Ilka loszuwerden. Diesmal scheucht die Dompteuse ihr Krokodil auf die Konkurrentin, deren Schlange jedoch diesen Anschlag vereitelt.

## Produktionsnotizen
Wenn das Herz in Haß erglüht wurde im November 1917 zensuriert und vermutlich wenig später uraufgeführt. Der vieraktige Film besaß eine Länge von 1471 Metern.

## Kritik
In Paimann’s Filmlisten ist zu lesen: „Stoff recht gut. Spiel, Photos und Szenerie sehr gut.“